# Théâtre de Cluny
Pour les articles homonymes, voir Cluny.
Le théâtre de Cluny ou théâtre Cluny est une ancienne salle de spectacle parisienne située au 71, boulevard Saint-Germain (5e arr.), au coin de la rue Saint-Jacques, inaugurée en 1864, transformée en cinéma en 1933, qui à son tour ferme en 1989.

## Historique

### 1864-1900

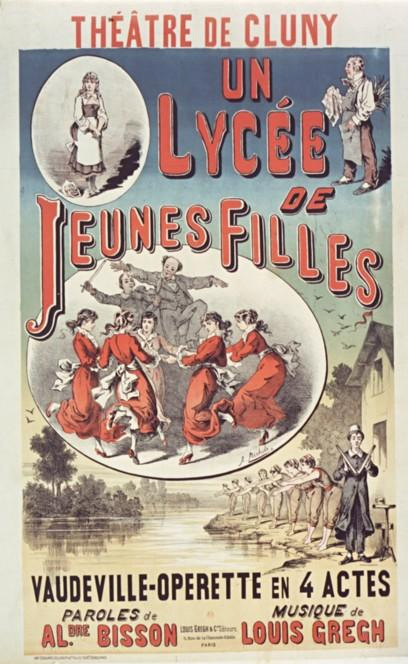
Affiche de 1882 : Un lycée de jeunes filles.

Dans le cadre de l’aménagement du quartier Saint-Germain autour des thermes de Cluny restaurés, sur une partie du site de l'ancien couvent des Mathurins qui vient d'être démoli, une salle de concert de 1500 places est édifiée, au 36 de la rue Saint-Jacques, sur les plans de l’architecte Félix Pigeory, par une entreprise fondée sous la direction du comte de Raousset-Boulbon. Elle est inaugurée sous le nom d’Athénée-Musical en janvier 1864 par un concert auquel prend part des artistes tels que le ténor Alessandro Bettini et Zélie Trebelli-Bettini mais ferme quelques mois plus tard. 
La salle est modifiée l’année suivante par Gérault, l'entrepreneur qui avait été chargé de la construction, qui la transforme en théâtre et lui donne le nom de théâtre Saint-Germain. Il fait son inauguration avec deux opéras-comiques : La Bouquetière de Trianon, de Frédéric Barbier et Le lion de Saint-Marc  de Charles Nuitter et  Alexandre Beaumont, musique d’Isidore Legouix, le 24 novembre 1864,. Quelques jours plus tard, en décembre, on donne une nouvelle opérette, Les Petits du premier de William Busnach, musique d'Émile Albert, mais le nouvel administrateur est forcé d'abandonner son entreprise, et les artistes se constituent en société pour en continuer provisoirement l'exploitation. Cette situation ne peut durer et, au mois de décembre, moins d'un mois après son ouverture, le théâtre Saint-Germain ferme ses portes. Un nouvel entrepreneur, Eugène Moniot, auteur de vaudevilles et compositeur de romances, qui a dirigé pendant quelque temps le thêâtre-Deburau (Folies-Marigny), reprend son administration pendant quelques mois ; le genre musical est complètement abandonné. Une troupe lyrique de rencontre vient jouer, le 21 juillet 1865, Richard Cœur-de-Lion d'André Grétry et, le 6 août, Les Rendez-vous bourgeois de Nicolò Isouard. Un ancien directeur du théâtre Beaumarchais nommé Bartholy obtient d'exploiter provisoirement celui-ci jusqu'au parfait règlement de la faillite de son fondateur, Gérault. Bartholy donne une opérette en un acte, Glaces et Coco, puis s'éclipse.
En 1866, une compagnie d'opéra italien se forme, dans le but de créer dans Paris un second Théâtre italien populaire. Cette troupe, composée de Mme Barbieri, Mme Tedesco, MM. Julian , Florenza et Leopoldini s'essaye au théâtre Saint-Germain. Elle vient jouer Lucrezia Borgia de Donizetti, le 22 mars 1866, avec M. Franck comme chef d'orchestre. Deux représentations seulement sont données. Un homme du nom de Godard se charge, à partir du 5 avril 1866, des destinées de ce théâtre et recourt encore à l'opérette : Les Exploits de Sylvestre (14 avril), paroles de A. de Sorant, musique de Julien Nargeot, et Los Contrabandistas (19 mai), paroles et musique d'Émile Thierry. Le théâtre Saint-Germain, qui ne fit jamais qu'ouvrir et fermer ses portes, les ferme une fois de plus, et pour la dernière fois.
En 1865, Henri Larochelle, directeur du théâtre Montparnasse et du théâtre de Grenelle, rachète l'immeuble au prix de 250 000 francs et acquiert l’immeuble voisin. Il fait réaménager la salle et la rouvre sous le nom modifié de Folies-Saint-Germain. La nouvelle salle est inaugurée avec la pièce Entrez ! Vous êtes chez vous ! de Saint-Agnan Choler le 27 octobre 1866. Il fait jouer tour à tour la comédie, le vaudeville et les pièces lyriques. C'est ainsi qu'il donne, le 18 avril 1867, L'Écaillère africaine, bouffonnerie musicale, paroles de Marquet et Armand Delbès, musique de George Douay, et le 11 mai suivant Le Danseur de corde, opéra-comique, paroles de Brisebarre et de Léris, musique posthume de Louis Abadie. Mais après avoir un peu tâtonné sur la direction à suivre, Larochelle se décide tout à fait pour le drame et la comédie. Il appelle définitivement son théâtre : théâtre de Cluny (août 1867), et met en scène Les Sceptiques de Félicien Mailefille, Les Inutiles d'Edmond Gondinet, Le Juif polonais d'Erckmann-Chatrian, tandis qu'il remonte Claudie de George Sand, La Closerie des genêts de Frédéric Soulié, et autres drames célèbres. Il conserve la direction jusqu'à la guerre franco-allemande de 1870.
En 1886, Léon Marx en devient le directeur et monte : La Cage aux Lions, La Marraine de Charley, Les Petites Brebis, Le Surnuméraire, Le Voyage de Corbillon (30-01-1896), Paris quand même, Le Premier Mari de France, Les Femmes qui font des scènes (17 juin 1896), L'Impôt sur la Revue (17 juin 1896), Le Truc d'Arthur (2 septembre 1896) et Le Papa de Francine. La création de Pigeon ouvre la saison 1897-1898, puis viennent Monsieur le Major, Les Demoiselles des Saint-Cyriens(22 janvier 1898), une reprise de Durand et Durand, Magistrat, Ma Belle-Mère, Les Trente Millions de Gladiator, Un Prix Montyon et Sacré Théodore !. C'est La Coqueluche qui commence la saison 1898-1899, puis viennent Charmant Séjour, La Poule Blanche, Le Parfum, À qui le Caleçon?, Le Monsieur de chez Maxim, Le Champion du Monde et une reprise de La Marraine de Charley, La Flamboyante, Le Petit Puceron rouge et Plaisir d'amour (10 octobre 1899).
Jusqu'à la fin du XIXe siècle, le théâtre est célèbre pour les opérettes et les pièces de boulevard qui y sont jouées.

### 1900-1933
En 1907, MM. Poncet frères sont directeurs.
Dans les années 1920, plusieurs pièces, parfois musicales et souvent de second plan, y sont créées.

### Fermeture et postérité du site

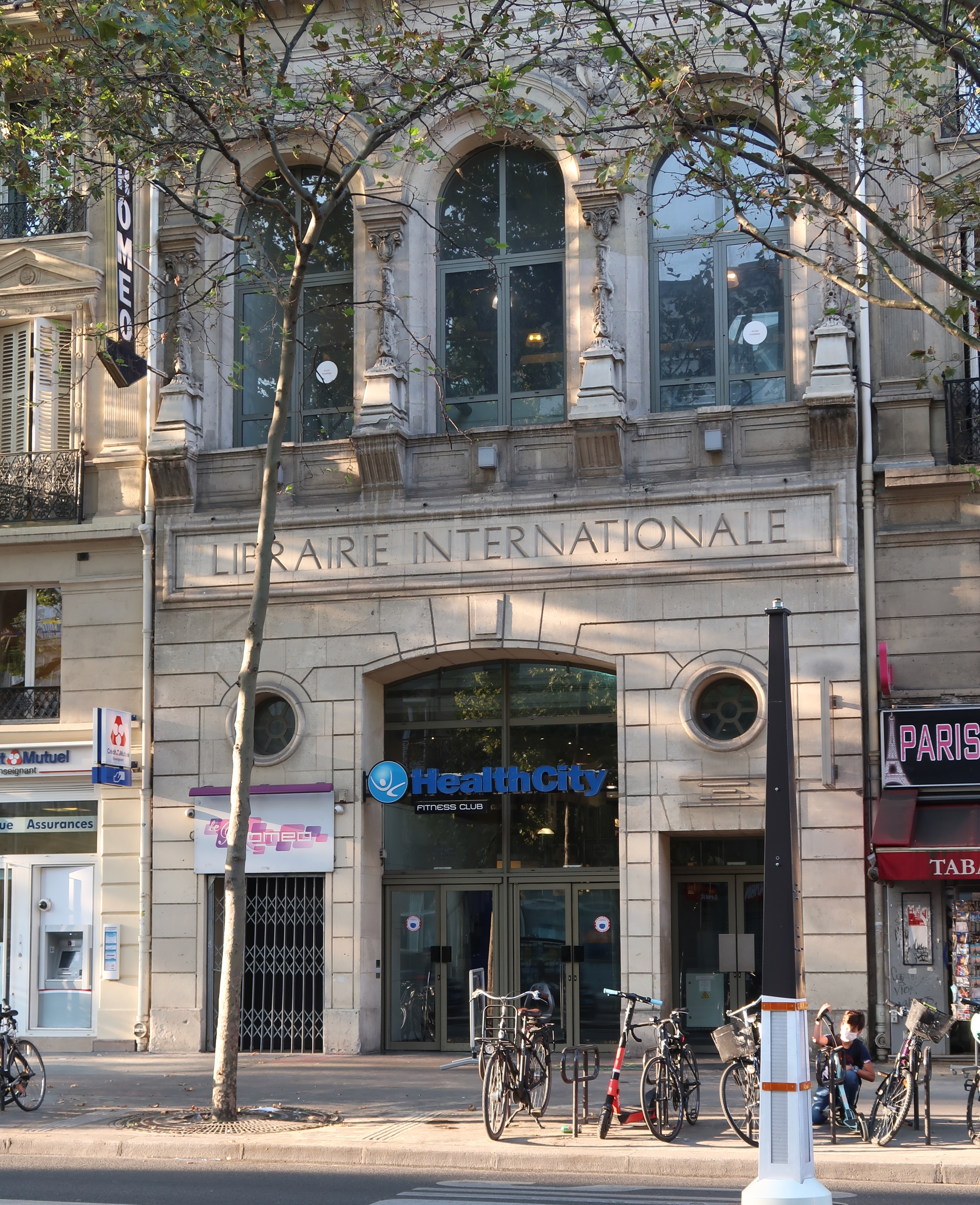
L'entrée du bâtiment en 2020.

En 1933, le théâtre est transformé en cinéma. Celui-ci ferme en 1989, est remplacé par une « librairie internationale » en 1991 (l'enseigne figure toujours sur la façade), un magasin de micro-informatique puis, jusqu'à nos jours, un centre de salles de sport. Si la façade a été conservée, il ne reste rien des intérieurs de l'ancien théâtre,,.

## Programmation
- 1873 : Le Cousin Pons, drame en 5 actes d'Alphonse de Launay, d'après le roman de Balzac, 14 avril
- 1879 : Claudie de George Sand, 17 septembre
- 1879 : La Peur d'être grand'mère d'Eugène Damien, 21 décembre
- 1880 : Aristide le grincheux d'Eugène Damien, 23 janvier
- 1888 : Les Mariés de Mongiron, comédie-bouffe, texte d'Ernest Grenet-Dancourt ; avec Henri Dorgat (Balandard), Charles Allart (Durozier), Pierre Numas (Gigolet), 18 février.
- 1888 : Le Docteur Jojo, comédie-bouffe d'Albert Carré, avec Numas (Joséphin Bichard), Allart (Cocherel), 16 mars
- 1888 : Un piège, comédie de Maurice Varret ; avec Chevalier (M. de Préfontaine), E. Carina (Madame de Saint-Yrieux), Jeanne Andrée (Amélie), 21 mars
- 1893 : Boubouroche de Georges Courteline, septembre
- 1896 : Le Voyage de Corbillon vaudeville-opérette, texte d'Antony Mars ; musique de Victor Roger ; avec Gustave Hamilton (Corbillon), Charles Allart (Plantin), Paulette Filliaux (Irma de la Garenne), 30 janvier
- 1896 : Les Femmes qui font des scènes, pièce en 3 actes mêlée de chants, texte de Charles Monselet, Alphonse Lemonnier ; musique de Charles Hubans ; avec Mademoiselle Mérindol (Marie), Adèle Cuinet (Madame Margueron), Charles Allart (Sennerville), 17 juin
- 1896 : L'Impôt sur la revue, revue de Jules Oudot, Henry de Gorsse ; avec Frédéric Muffat (le contrôleur), Paulette Filliaux (la Présidente), 17 juin.
- 1896 : Le Truc d'Arthur comédie d'Alfred Duru, Henri Chivot ; avec Adrien Lureau (Comte Oursikoff), Henri Dorgat (Madoulard), Hamilton (Benoît), 2 septembre.
- 1898 :  Les Demoiselles des Saint-Cyriens, opérette, texte de Paul Gavault, Victor de Cottens ; musique de Louis Varney ; avec Adrien Lureau (Pélopidas), Henri Dorgat (Maître Calicot), Frédéric Muffat (Cornembuis), 22 janvier
- 1901 : Le Fils naturel, comédie-bouffe, texte d'Ernest Grenet-Dancourt, Maurice Vaucaire ; avec Henri Dorgat (Désiré Montarbourg), Achille Gaillard (Sosthène Chamousset)
- 1904 : La Liberté, écrit par Masillon Coicou dont sa fille Léonie Coicou Madieu joue le rôle de Petit Sim.
- 1917 : Chantecoq d'Arthur Bernède et Aristide Bruant, 10 octobre
- 1923 : Judex d'Arthur Bernède d'après Judex de Louis Feuillade et Arthur Bernède, 14 août
- 1929 : Ma veuve s'amuse de José de Bérys et Benjamin Rabier